# Lista principalelor stele din Pupa
Această listă recenzează stelele principale din constelația Pupa, urmând ordinea descrescătoare a magnitudinii lor aparente.